# Palazzo Mazzetti di Pietralata
Il Palazzo Mazzetti di Pietralata è la dimora della storica e omonima casata; si trova a Roma, nel rione Sant'Eustachio, in piazza Rondanini n. 33, non lontano dal Pantheon, da un lato, e da piazza Navona, dall'altro.
I marchesi Mazzetti fino al secolo XIX avevano vissuto nel Palazzo di Angelo al numero civico 45 della stessa piazza, che ancora portava il nome della famiglia; tutte le fonti concordano sul fatto che in quell'epoca don Giovanni Battista Mazzetti, II marchese di Pietralata, possedeva tutti gli immobili che su detta piazza affacciavano; in particolare, sul lato settentrionale, vi erano una serie di case contigue, ove in precedenza prese dimora il noto pittore Antoniazzo Romano, acquistate un secolo prima dall'avo don Giovanni Battista dal principe don Ludovico Chigi, che lasciavano solo un piccolo passetto che univa via del Pozzo delle Cornacchie con piazza delle Coppelle. Intorno al 1820 egli diede incarico, secondo Salvatore Rebecchini al noto architetto Virginio Vespignani, mentre secondo altri al Marasca, di riorganizzare completamente l'area urbana indicata ed edificare un palazzo degno del fasto della famiglia e del decoro del rione.
Complessivamente si impiegarono quindici anni per completare l'opera: il palazzo si estende su quattro lati per un intero isolato, fino a Piazza delle Coppelle, con un cortile centrale che mantiene in pianta lo spazio di una grande sala delle Terme di Nerone, ad esso sottostanti, nonché un tratto delle mura semicircolari di queste, come ricorda la targa marmorea giustapposta all'accesso della scala secondaria. La facciata principale è rivestita di bugnato fino al primo piano. Al pianterreno un grande portone ad arco, che occupa fino al mezzanino, ove si aprono quattro finestre a semiarco; quindi un fregio a greche. Al primo piano, cinque finestre architravate su mensole; al secondo piano, altre cinque architravate; al terzo, altrettante riquadrate ed, infine, cornicione su mensole che presenta elementi araldici della famiglia, quali la testa di leone, la mazza e le rose.
Al piano nobile si conservano ancor oggi affreschi di Vincenzo Camuccini, al cui figlio, il barone Giovanni Battista, era andata in sposa donna Candida, figlia di don Camillo Mazzetti, I marchese di Pietralata.
Il palazzo fu ulteriormente ampliato con il vicino immobile al civico 29, che il padre, don Angelo Mazzetti, acquistò e dapprima donò all'Arcispedale di Santo Spirito in Saxia e successivamente il figlio Giovanni Battista, a tal uopo, riacquistò. Suo figlio Giovanni Battista riacquistò in seguito la proprietà proprio a tale scopo. La famiglia vi abitò fino agli anni Trenta, quando il palazzo fu venduto.